# 劉士元 (正德進士)
劉士元（？—？），字伯儒，四川成都府彭縣人，明朝政治人物。

## 生平
四川鄉試第七十囗名舉人，正德六年（1511年）中式辛未科三甲154名進士。授監察御史，巡按京畿等地。正德十三年（1518年），明武宗在古北口行獵，講招朵顏衞花當、把兒孫等設宴，劉士元上疏勸阻。武宗抵達河西務，指揮黃勳假意供奉而行擾民，劉士元負責按察。黃勳恐懼，於是逃到皇帝行在處，通過太監等關係向武宗詆毀劉士元，稱其聽聞皇帝駕到，而命民間盡嫁其女，藏匿婦人。武宗聽後大怒，命其裸背捆綁面訊。當時在野外沒有廷杖，所以取生柳束痛笞四十下，幾乎死去，放置于檻車馳入京，并一同逮捕知縣曹俊等十餘人，一同下詔獄。都御史王璟及科道陳霑、牛天麟等交章論救，不予批報。隨後貶為麟山驛丞。
明世宗繼位后，恢復官職，出任浙江湖州府知府，遷湖廣副使。在任期間，他修荒政，積粟至百萬餘石。嘉靖九年（1530年），以都察院右副都御史，巡撫貴州。三年后被罷免。

## 家族
曾祖劉九成；祖父劉祜，曾任訓導；父劉諭，母李氏。慈侍下。